# バスク語版ウィキペディア
バスク語版ウィキペディア（バスクごばんウィキペディア、バスク語: Euskarazko WikipediaまたはEuskal Wikipedia, 英語: Basque Wikipedia, 言語の略称はeu）は、バスク語で書かれたウィキペディアである。

## 特徴
2010年8月19日時点では58,124項目を持ち、全言語版中で45番目に項目数が多かった。2014年12月時点では、11人の管理者、270人のアクティブな投稿者、55,000人の投稿者がいる。同時点の日本語版には約80,000のファイルが存在していたのに対し、バスク語版には基本的にファイルが存在しない。同時点で約205,000項目を持ち、全言語版中で34番目に項目数が多かった。なお、2018年8月現在においては31番目に項目数が多い。
エスノローグの推定では、2014年時点でバスク語は665,800人の話者を持つ。100,000人以上の話者を持つ言語版を対象とした2014年12月時点の統計で、バスク語版ウィキペディアはワライ語版に次いで、話者人口比で2番目に項目数の多い言語版である。話者人口100,000人以下の言語版も対象に含めると、アラゴン語版やオック語版に次いで、話者人口比で8番目に項目数の多い言語版である。

## 歴史
2001年12月6日に設立され、初の項目としてLurra（地球）が立項された。2003年11月にメインページが作成された。2007年8月のインタビューで、ウィキペディアの共同創設者のひとりであるジミー・ウェールズは、ウィキペディアが小規模言語版を持つ理論的根拠として、バスク語版やカタルーニャ語版を例に挙げた。2008年1月25日、バスク語版ウィキペディアはバスク語の時事週刊誌『アルジア』によって、アルジア賞のインターネット部門に選出された。2011年5月21日、Euskararen debekua（バスク語の検閲）という項目で100,000項目に達した。2011年12月、バスク自治州政府文化大臣によって11,000の新記事が追加された。2014年9月19日、Malda (topografia)（縦断勾配）という項目で200,000項目に達した。2016年1月1日時点では22万記事を下回っていたものの、その後の約半年間で大きく記事数を伸ばし、2016年6月23日にAbuwtiyuwという項目で25万記事に達した。そして2018年7月に30万記事を突破した。

## 統計
| 記事数  | 日付           | 記事                       | 記事                                   |
| ------- | -------------- | -------------------------- | -------------------------------------- |
| 1       | 2001年12月6日  | Lurra                      | 地球                                   |
| 1,000   | 2004年4月      |                            |                                        |
| 5,000   | 2006年1月28日  |                            |                                        |
| 10,000  | 2006年5月28日  |                            |                                        |
| 20,000  | 2007年9月10日  |                            |                                        |
| 25,000  | 2008年4月6日   | Euskal Herriak Bere Eskola | バスク国私たちの学校（教育組織）       |
| 30,000  | 2008年9月12日  | Sexu                       | 性 (生物学)                            |
| 40,000  | 2009年7月15日  | Eden Project               | エデン・プロジェクト                   |
| 45,000  | 2009年10月13日 | Xinmin Hiria               | 新民市                                 |
| 50,000  | 2009年12月30日 | Errinozero                 | サイ                                   |
| 55,000  | 2010年4月12日  |                            |                                        |
| 60,000  | 2010年11月8日  | Posta Kode                 | 郵便番号                               |
| 70,000  | 2011年4月18日  | Écurat                     | エキュラ（フランスのコミューン）       |
| 80,000  | 2011年4月22日  | Kolonbiako geografia       | コロンビアの地理                       |
| 90,000  | 2011年5月1日   | Elisabet Farnesio          | エリザベッタ・ファルネーゼ             |
| 100,000 | 2011年5月21日  | Euskararen debekua         | バスク語の検閲                         |
| 120,000 | 2011年12月21日 |                            |                                        |
| 130,000 | 2012年5月5日   | Vireo approximans          | Thick-billed vireo（モズモドキ科の鳥） |
| 150,000 | 2013年3月27日  | Pointe-à-Pitre             | ポワンタピートル                       |
| 200,000 | 2014年9月19日  | Malda (topografia)         | 縦断勾配                               |
| 250,000 | 2016年6月23日  | Abuwtiyuw                  | Abuwtiyuw                              |
| 300,000 | 2018年7月18日  | Euskararen jatorria        | Euskararen jatorria                    |

## ギャラリー

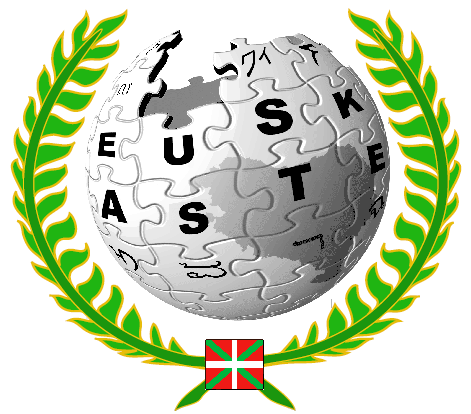
「バスク週間」期間中のロゴ
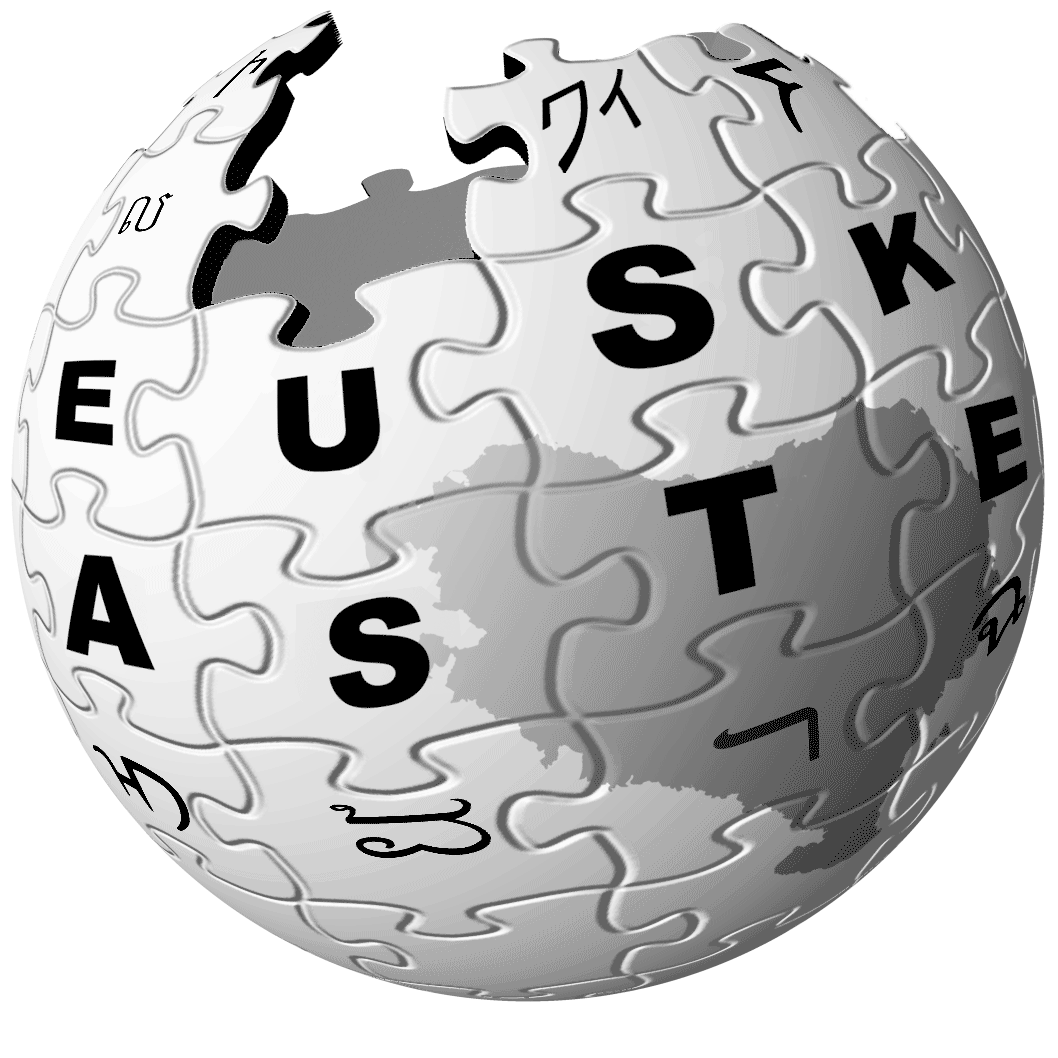
2009年の「バスク週間」期間中のロゴ
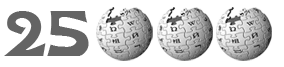
25,000記事達成記念ロゴ
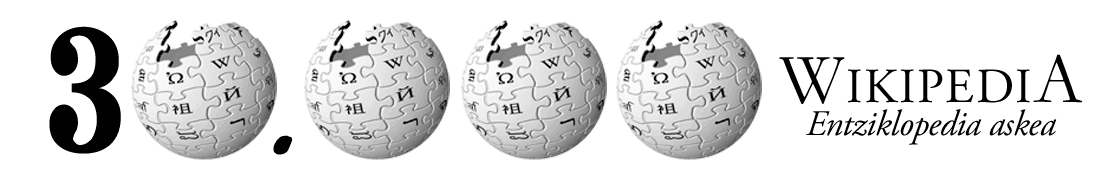
3万記事達成記念ロゴ
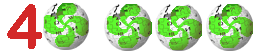
4万記事達成記念ロゴ
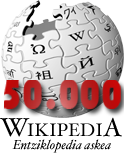
5万記事達成記念ロゴ
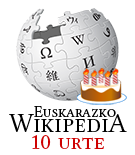
バスク語版10周年記念ロゴ（2011年）
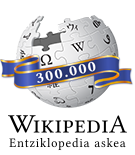
30万記事達成記念ロゴ